# Claw beaker

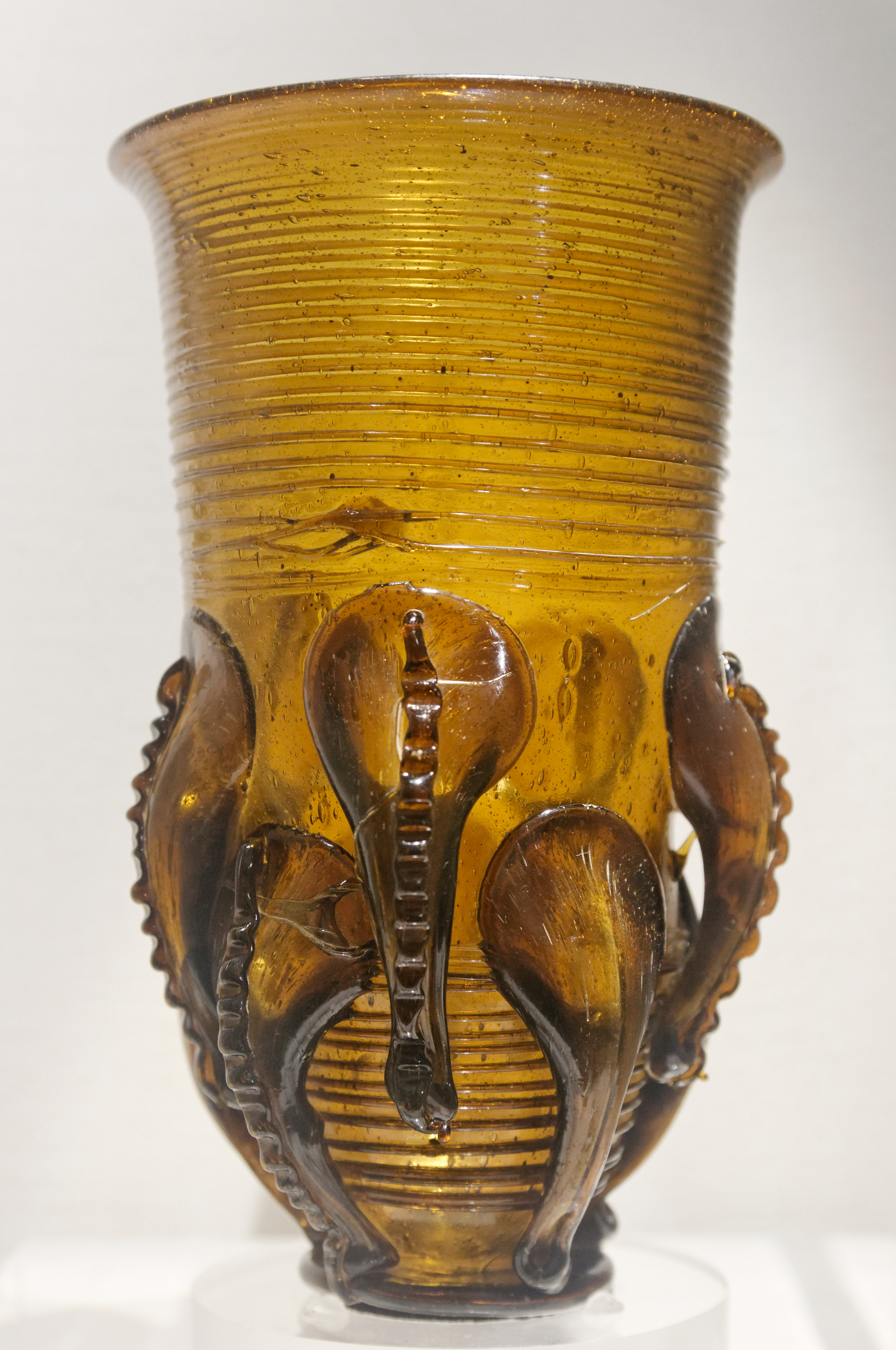
Claw beaker, British Museum

Un claw beaker (lett. bicchiere o coppa o vaso ad artiglio) è il nome dato dagli archeologi a un tipo di vaso per bere spesso trovato come oggetto funerario del VI e VII secolo d.C. nelle sepolture dei Franchi e degli Anglosassoni.
Trovato nel nord della Francia, Inghilterra orientale, Germania e Paesi Bassi, esso è una piatta coppa conica con piccoli manici simili ad artigli o lug sporgenti dai lati formati da bocche di vetro fuso applicato alle pareti del vaso. Il centro della manifattura di quest'oggetto fu probabilmente l'attuale Germania e il vetro era talvolta tinto in colore bruno, blu o giallo.